# Pou Chen Corporation
Pou Chen Corporation («Боу Чжэнь Корпорейшн») — тайваньская компания, крупнейший в мире контрактный производитель обуви. Pou Chen производит более 200 млн пар обуви в год для таких компаний, как Nike, Adidas, Asics и New Balance.

## История
Компанию Pou Chen основал Цзай Цзижуй (Tsai Chi Jiu) с 3 братьями в 1969 году в городе Чжанхуа. Компания начала производство пластиковой обуви на экспорт. В 1974 году началось строительство большой фабрики в Чжанхуа, открытой в 1978 году. Она позволила начать выпуск современной спортивной обуви, первый крупный контракт был заключён с компанией New Balance. В 1980 году Pou Chen стала контрактным производителем обуви для Adidas. В 1984 году была поглощена конкурирующая тайваньская компания Pou Yun Industrial Company.
Во второй половине 1980-х годов Тайвань утратил преимущество дешёвой рабочей силы, поэтому начался перенос производства в материковый Китай. Поскольку тайваньские компании не могли напрямую выходить в КНР, в 1988 году в Гонконге была зарегистрирована компания Yue Yuen Industrial. В том же году в Чжухае была открыта фабрика для производства обуви для Reebok. В следующие 3 года были открыты новые фабрики в Дунгуане, Чжухае и Чжуншане. К середине 2000-х годов в КНР работало 160 производственных линий, что составляло половину мощностей Pou Chen Corporation; многие фабрики создавались как совместные предприятия с компаниями, зарегистрированными на Британских Виргинских островах.
В 1992 году акции Yue Yuen были размещены на Гонконгской фондовой бирже. В том же году Pou Chen и Yue Yuen учредили совместное предприятие Pou Yuen Industrial, через которое начали развивать деятельность в других странах. В 1993 году была открыта первая фабрика в Индонезии, а в 1994 году — во Вьетнаме. К середине 2000-х годов в Индонезии была 51 производственная линия, во Вьетнаме — 72; на Тайване осталось 8 линий, работавших в основном на внутренний рынок. В 1990-х годах Pou Chen создала около 60 дочерних компаний и совместных предприятий по производству материалов и комплектующих, включая производителей натурального каучука и кожи, а также искусственной кожи на основе полиуретана в партнёрстве с японской химической компанией Kuraray. В то же время Pou Chen начала развивать торговую сеть в материковом Китае, первый магазин брендовой обуви был открыт в 1994 году, за 10 лет их число выросло до 600.
В ответ на растущую критику в отношении тяжёлых условий труда на азиатских фабриках в начале 2000-х годов была создана производственная дочерняя компания в США Solar Link; она производила обувь New Balance для американского рынка. В 2002 году семья Цзай провела реорганизацию своей собственности — все производственные активы были переданы гонконгской Yue Yuen, взамен Pou Chen Corporation закрепила за собой её контрольный пакет акций. В 2003 году была куплена доля в производителе спортивной обуви Pro Kingtex, а в 2004 году — в компании Eagle Nice, занимавшейся пошивом спортивной одежды. В 2005 году была поглощена компания Prosperous Industrial Holdings, выпускаашая сумки, рюкзаки и спортивный инвентарь. К этому времени Pou Chen Corporation изготавливала 190 млн пар обуви в год, шестую часть от мирового производства. В 2003 и 2004 годах были созданы два совместных предприятия по контрактной сборке электроники, но это начинание не имело успеха.
В 2008 году подразделение розничной торговли было выделено в компанию Pou Sheng International, акции которой были размещены на Гонконгской фондовой бирже; контрольный пакет акций в ней принадлежит Yue Yuen Industrial. В 2012 году генеральным директором компании стала дочь основателя Цзай Бэйчжунь. В 2020-х годах компания начала значительные сокращения рабочих на фабриках в КНР и Вьетнаме из-за падения спроса и роста стоимости рабочей силы в этих странах.

## Собственники и руководство
Акции компании котируются на Тайваньской фондовой бирже. По состоянию на 2025 году крупнейшим акционером был Цзай Цзижуй (8,28 %), другим членам семьи Цзай принадлежало 1,45 % акций.
Руководство:
- Чжань Луминь (Chan, Lu-Min) — председатель совета директоров с 2001 года; ему принадлежит 5,55 % акций через компанию Chuan Mou Investments[2][11].
- Цзай Бэйчжунь (Tsai, Pei-Chun) — генеральный директор с 2012 года, в компании с 2002 года[12].

## Деятельность
Подразделения компании по состоянию на 2024 год:
- обувь — дочерняя компания Yue Yuen Industrial (Гонконг), контрактное производство обуви, а также одежды и других товаров; 68,5 % выручки;
- розница — дочерняя компания Pou Sheng International (Гонконг), сеть магазинов в КНР и на Тайване, продающих обувь под брендами Nike, Adidas, Skechers, Puma, Under Armour и Converse; 3448 магазинов; 31,1 % выручки;
- другое — строительство недвижимости и управление гостиницами; 0,4 % выручки.

Выручка за 2024 год составила 263,8 млрд новых тайваньских долларов ($8,2 млрд). За 2024 год компанией было произведено 255,3 млн пар обуви, из них на фабриках в Индонезии было изготовлено 54 %, во Вьетнаме — 31 %, в КНР — 11 %, в других странах (Бангладеш, Камбоджа и Мьянма) — 4 %. Компании принадлежит более 60 фабрик.
В списке крупнейших публичных компаний мира Forbes Global 2000 за 2020 год Pou Chen Corporation заняла 1938-е место.